# Scrophularia ispahanica
Scrophularia ispahanica är en flenörtsväxtart som beskrevs av Farideh Attar och Nowroozi. Scrophularia ispahanica ingår i släktet flenörter, och familjen flenörtsväxter. Inga underarter finns listade i Catalogue of Life.